# Justin Popović

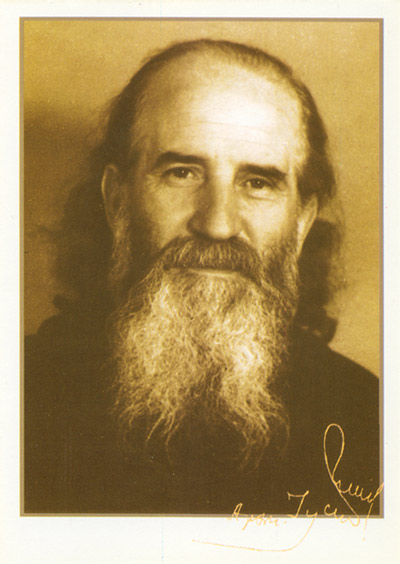
Archimandrit Justin Popović

Ava Justin (Popović); serbisch Ава Јустин (Поповић) (* 6. April 1894 in Vranje; † 7. April 1979 im Kloster Čelije bei Valjevo) war ein bedeutender Theologe der Orthodoxen Kirche im 20. Jahrhundert. In der Bewertung seines Ranges wird er nicht selten den Kirchenvätern früherer Zeiten gleichgestellt; sein Denken ist geprägt von der Bewahrung der authentischen Überlieferung der Orthodoxie mit Blick auf die moderne Welt.
Der spätere Archimandrit wurde als Blagoje Popovic in der südserbischen Stadt Vranje geboren. Nach Abschluss der Grundschule besuchte er zwischen 1905 und 1914 das geistliche Seminar (auf Serbisch „Bogoslovija“) in Belgrad und begann an der dortigen Universität seine Studien an der Theologischen Fakultät, die zunächst durch den Ausbruch des Ersten Weltkrieges ein Ende fanden. In den Jahren 1914 und 1915 absolvierte er seinen Militärdienst als Sanitäter, erkrankte dabei schwer an Typhus und wurde schließlich von weiteren Verpflichtungen freigestellt. Im Januar 1916 zum Mönch eingekleidet, wurde er bald darauf zur weiteren Ausbildung an die Geistliche Akademie in Petrograd (Sankt Petersburg) entsandt; die Oktoberrevolution und der darauf folgende Bürgerkrieg in Russland beschleunigten allerdings seine Rückkehr nach Serbien.
Ein weiterer Studienaufenthalt führte den jungen Mönch zwischen 1919 und 1921 an die Universität Oxford, wo er eine Dissertation zum Thema „Dostojewski und Europa“ erstellen sollte. Doch aufgrund diverser weltanschaulicher Differenzen kam es zu Konflikten, die schließlich in der Ablehnung der Doktorarbeit mündeten – ein wesentlicher Grund dafür mochte wohl auch in der kompromisslos orthodoxen Haltung des Theologen zu finden sein.
Von 1934 bis 1941 war er Professor für Dogmatik an der theologischen Fakultät der Universität Belgrad. 1979 starb er im Kloster Čelije bei Valjevo (Position des Grabs: ⊙). Im Jahre 2010 wurde er von der serbischen orthodoxen Kirche formal heiliggesprochen.